# Rio Grande do Norte
Rio Grande do Norte je brazilska država smještena uz atlantsku obalu između Cearáa na zapadu te Paraíbe na jugu. Glavni i najveći grad države je Natal.

## Zemljopis
Država je poznata po svojim plažama i pješčanim dinama, a zrak je prema NASA-i, drugi najčišći u svijetu nakon Antarktike. Dvije klime prevladavaju u državi vlažna tropska u primorju, i polusuha, u preostalom najvećem dijelu države uključujući i sjevernu obalu. Atol das Rocas nalazi se 260 km sjeveroistočno od Natala te pripada državi Rio Grande do Norte.

## Povijest
Prvi Europljanin koji je došao do regije možda je bio Španjolac Alonso de Ojeda 1499. godine. Sjeveroistočni vrh Južne Amerike, Cape São Roque, 32 km sjeverno od Natala, prvi je put službeno posjetili europski nautičari 1501., u portugalskom 1501. – 1502. s ekspedicijom na čelu s Amerigom Vespuccijem.

## Stanovništvo
Prema Brazilskom zavodu za statistiku 2008. godine u državi živi 3.153.000 stanovnika, dok je gustoća naseljenosti 52 stan./km ².
Većina stanovništva živi u urbanim područjima njih 72,4% (2006.), rast stanovništva je 1,6% od 1991. do 2000. godine.
Većina stanovništva su mulati 59,51% zatim bijelci 37,04% i crnci 3,08% dok je indijanaca 0,03%.

## Vanjske poveznice
- Službena stranica  Arhivirana inačica izvorne stranice od 6. kolovoza 2018. (Wayback Machine)